# 第36F海軍航空隊
第36F海軍航空隊（フランス語：Flottille 36F）は、フランス海軍海軍航空隊の一つ。 1995年9月15日に創設された。
2019年に、フランス海軍初の艦載UAV飛行隊に指定された。

## 配備基地
- サン＝モンディリエ海軍航空基地（1995年9月 - 2003年11月）
- ディエール・ル・パリヴェストル海軍航空基地（2003年11月 - ）

## 装備機
- アエロスパシアル AS 565SA（1995年9月 - ）
- シーベル カムコプター S100[1]